# Anna Rieder
Anna Rieder (* 6. Dezember 1943 in Uherské Hradiště) ist eine österreichische Politikerin (SPÖ). Rieder war von 1996 bis 2000 Landesrätin in der Steiermärkischen Landesregierung.
Rieder studierte Rechtswissenschaften an der Universität Graz und promovierte am 14. Juli 1966 zur Doktorin. Sie war Abgeordnete im Steiermärkischen Landtag und wurde am 23. Jänner 1996 in die Steiermärkische Landesregierung gewählt. Rieder übernahm das Sozialressort und schied nach der Wahlniederlage der SPÖ bei der Landtagswahl in der Steiermark 2000 und dem Verlust eines Regierungssitzes am 7. November 2000 aus dem Landtag aus. In der Folge wechselte Rieder wieder in den Landtag, wo sie zwischen 2000 und 2005 das Amt der 2. Präsidentin des Steiermärkischen Landtages innehatte.
Sie ist Präsidentin des Vereins Jugend am Werk Steiermark.

## Auszeichnungen
- Großes Goldenes Ehrenzeichen des Landes Steiermark[1]
- Großes Silbernes Ehrenzeichen mit dem Stern für Verdienste um die Republik Österreich (2013)[2]
- Großes Goldenes Ehrenzeichen des Landes Steiermark mit dem Stern (2023)[3]